# دردار السامرة
دَرْدَار السَّامِرَة أو المُجَنَّحَة هو جنس من النباتات المزهرة في الفصيلة السذابية. تشابه ثمرته ثمار الدردار. أعرف أنواعه دردار السامرة الثلاثي الوريقات.